# Байбородин, Анатолий Григорьевич
Анато́лий Григо́рьевич Байбородин (род. 24 марта 1950, село Сосново-Озерское, Еравнинский район, Бурят-Монгольская АССР) — российский прозаик, детский писатель, редактор.
Лауреат Большой литературной премии России (2007). Член Союза писателей СССР (1986). Член Союза писателей России. Член редколлегии журналов «Сибирь» (Иркутск) и «Сибирские огни» (Новосибирск), исполнительный редактор альманаха «Иркутский Кремль» (Иркутск).

## Биография
Байбородин Анатолий Григорьевич родился в забайкальском селе Сосново-Озерское в большой крестьянской семье 24 марта 1950 года. Мать — из семьи старообрядцев Забайкалья, отец — коренной сибиряк. После окончания сельской школы работал в молодежных и районных газетах Восточной Сибири.
В 1977 году окончил филологический факультет Иркутского государственного университета (отделение журналистики), далее работал в областных газетах, преподавал русскую литературу в средних учебных заведениях.
С 1986 года — член Союза писателей России. С начала 1990-х Анатолий Григорьевич преподаватель Иркутского госуниверситета.
С 2005 года — главный редактор альманаха народов Сибири «Созвездие дружбы».
Живёт и работает в Иркутске.

## Творчество
Первый рассказ «Двое на озере» был опубликован в 1979 году в газете «Литературная Россия» с предисловием Валентина Распутина.
Публиковался в журналах «Наш современник», «Сибирские огни», «Байкал», в еженедельнике «Литературная Россия», в альманахе «Сибирь», а также в Германии, Франции, Чехословакии.
Автор многих книг, в том числе «Старый покос» (повести. Иркутск, 1983); «Поздний сын» (повесть. Москва, 1988); «Боже мой…» (роман. Москва, 1996. Предисловие: В. Распутина, Москва, 1996); «Воля» (Предисловие: В. Распутина, В. Личутина.); «Утоли мои печали» (роман, повести, рассказы. Иркутск, 2006) и др.
Автор пьес: «Деревенский бунт» (не предлагалась для публикации и постановки), «Птицы черные, птицы белые» (постановка: Иркутский областной кукольный театр «Аистенок». 2006).
Пишет для детей младшего и среднего возраста: сказка «Косопят — борода до пят» (постановка в Иркутском городском театре народной драмы. Режиссёр-постановщик Заслуженный артист РФ Вадим Дейнеко); повести «Синым-синё», «Воля», «Хлебушко», «Домовушечко» и другие.

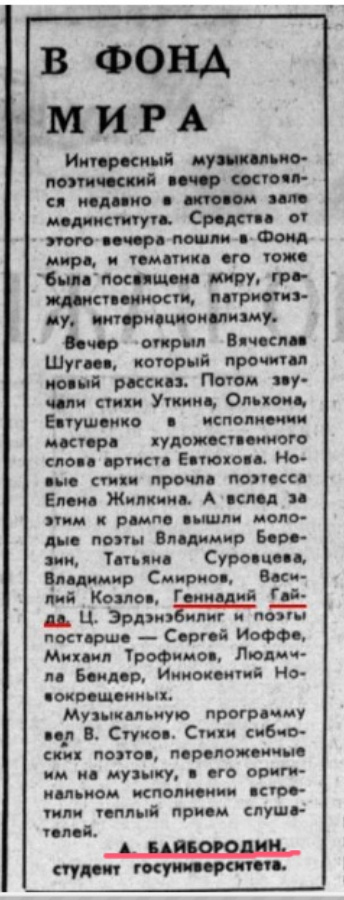
Газетная статья о музыкально-поэтическом вечере в Иркутском мединституте в 1972 году

## Цитата
Обладает стилем, образным языком, музыкою слова, верным глазом, душою чуткою к душевным переживаниям героев.
— Владимир Личутин

## Награды
- Премия газеты «Литературная Россия» (1979) — за лучший рассказ года
- Премия Союза писателей России «Традиция» (1995)
- Премия имени святителя Иннокентия Иркутского (Иркутск, 1996)
- Премия «Отчий дом» имени братьев Кириевских (1999)
- Лауреат Всероссийского литературного конкурса имени Шукшина (1999)
- Премия губернатора Иркутской области (2002)
- Премия журнала «Сибирь» имени А. В. Зверева (2007)[2]
- Большая литературная премия России (2007)[3]
- Премия губернатора Иркутской области за достижения в искусстве и культуре (2011) — за издание альманаха «Иркутский Кремль» (совместно с Евгением Старцевым)[4]
- Премия губернатора Иркутской области за достижения в искусстве и культуре (2012) — за создание цикла литературных произведений, посвящённых памяти Геннадия Гайды (в составе творческого коллектива)[5]
- Премия «Басткон» 2012 «Карамзинский крест» — за произведение «Не родит сокола сова» (2012)[6]
- Национальная литературная премия им. В. Г. Распутина (2018)
- Всероссийская литературная премия имени Н. С. Лескова «Очарованный странник» в номинации «Художественная проза» (2021) — за книгу «Боже мой»[7]
- Медаль «Константин Паустовский» Совета по прозе Союза писателей России[8]
- Патриаршая литературная премия (2025)[9]

## Избранная библиография
- Байбородин А. Г. Старый покос: Повести. — Иркутск: Вост.-Сиб. кн. изд-во, 1983. — 160 с.
- Байбородин А. Г. Поздний сын: Повесть. — М.: Современник, 1988. — 237 с. — Тираж 30 000 экз. — ISBN 5-270-00168-3. — (Новинки «Современника»).
- Байбородин А. Г. Боже мой…: Роман. — Иркутск: Вост.-Сиб. кн. изд-во, 1989. — 320 с., ил. — Тираж 15 000 экз.
- Байбородин А. Г. Яко богиню землю нареки: Очерки. — М.: Современник, 1991. — 208 с. — Тираж 50 000 экз. — ISBN 5-270-00000-0 (ошибоч.).
- Байбородин А. Г. Боже мой…: Роман / Предисл.: В. Распутин. — М., 1996.
- Байбородин А. Г. Воля: Повести, рассказы / Предисл.: В. Распутин, В. Личутин. — Иркутск: Сибирь, Письмена, 1998. — 352 с., ил. — Тираж 3 000 экз.
- Байбородин А. Г. Русский месяцеслов: Обычаи, обряды, поверия, приметы русского народа. — Иркутск, 1998. — 539 с. — Тираж 4 000 экз.
- Байбородин А. Г. Диво: Сибирские байки, сказы, рассказы. — Иркутск: Иркутский писатель, 2001. — 304 с. — ISBN 5-94644-003-9.
- Байбородин А. Г. Утоли мои печали: Роман, повести, рассказы. — Иркутск, 2006.
- Байбородин А. Г. Творение русского духа: о прозе Владимира Личутина. — М.: ИТРК, 2008. — 44 с.; ISBN 978-5-88010-003-0
- Байбородин А. Г. Не родит сокола сова: Роман, повесть. — М.: Вече, 2010. — 416 с. — Тираж 4 000 экз. — ISBN 978-5-9533-5277-2. — (Сибириада).
- Байбородин А. Г. Озёрное чудо: [16+] — М.: Вече, 2013. — 526 с.; ISBN 978-5-4444-0619-9. — (Сибириада).
- Байбородин А. Г. Небесная тропа: Cибирские сказы. — Иркутск: Сибирская кн. изд., 2014. — 142 с.: цв. ил.; ISBN 978-5-91871-021-1
- Байбородин А. Г. Деревенский бунт: рассказы и повести: [12+] — М.: Вече, 2017. — 494 с.; 2500 экз. ISBN 978-5-4444-6162-4
- Байбородин А. Г. Озёрное чудо: Повести, рассказы: [12+] — М.: Вече, 2018. — 526 с.; 2500 экз. ISBN 978-5-4484-0185-5. (Сибириада. Лауреаты премии им. В. Г. Распутина)
- Байбородин А. Г. Сокровища Сибири: очерки и статьи: [12+] — М.: Вече, 2018. — 480 с., ил., портр.; 500 экз. ISBN 978-5-4484-0506-8 (Моя Сибирь)
- Байбородин А. Г. Иркутские годы Иннокентия Московского: повесть: [6+] — Иркутск: Иркутский областной краеведческий музей им. Н. Н. Муравьева-Амурского, 2022. - 31 с.
- Байбородин А. Г. Накануне великих деяний. Святитель Иннокентий Московский: детство, отрочество, юность: документально-художественный очерк: [12+] — Иркутск: Издательский отдел Иркутской епархии, 2023. - 92 с.; ISBN 978-5-6047019-5-9.

А.Г. Байбородин, "Не родит сокола сова", серия "Сибириада", издательство "Вече", 2010 г.

### Составление
- Россия древняя и вечная: [Сборник / Сост. А. Г. Байбородин]. — Иркутск: Вост.-Сиб. кн. изд-во, 1992. — 490 с.; ил. (В пер.) ISBN 5-7424-0346-1

## Интересные факты
- Своими руками Анатолий Григорьевич Байбородин построил себе дом на Байкале[10].

## Примечания

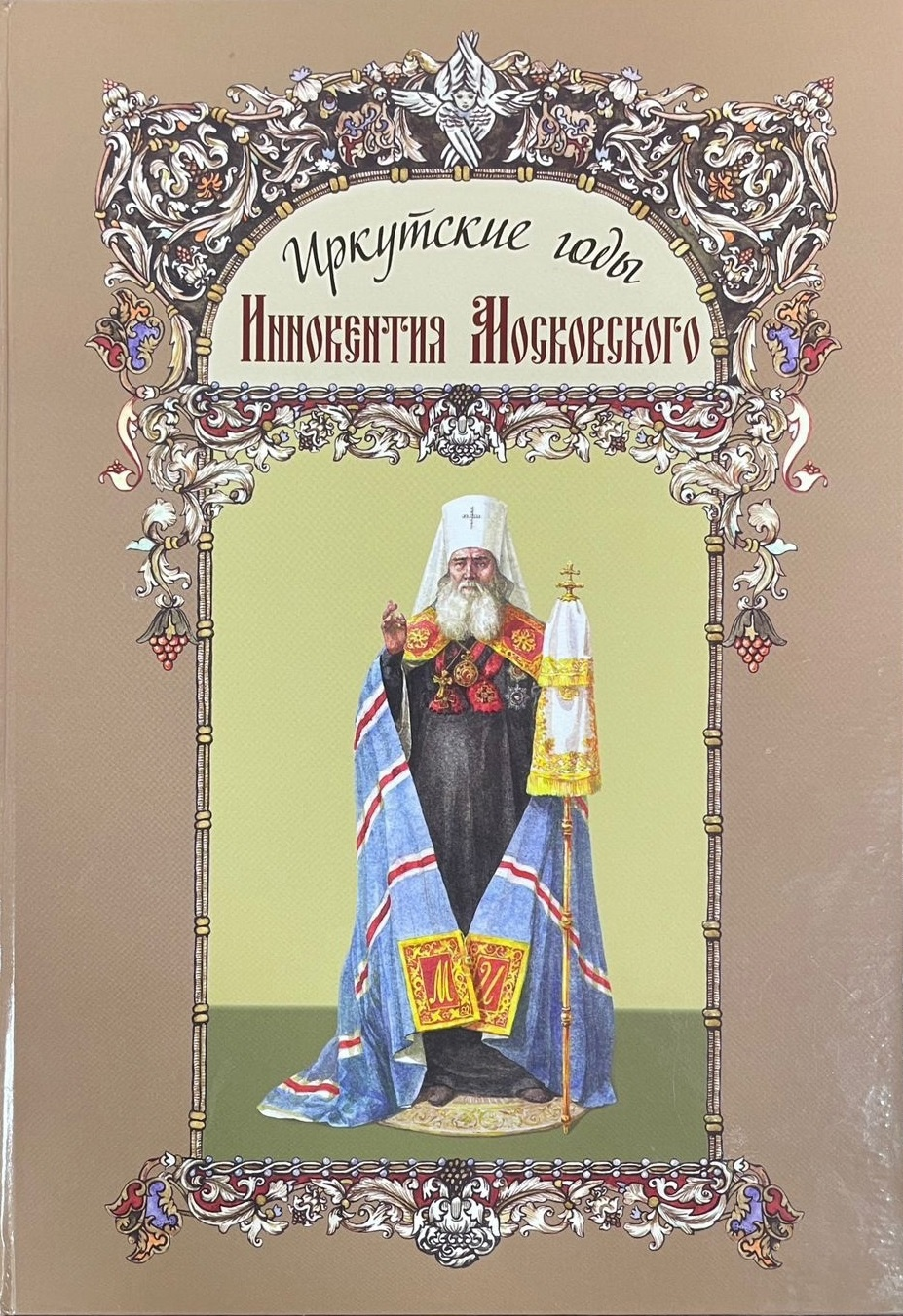
А.Г. Байбородин, "Иркутские годы Иннокентия Московского", повесть, 2022 год